# Raionul Slobozia
Raionul Slobozia (în rusă Слободзейский район) este de facto unul din cele 5 raioane ale așa-zisei „Republici Moldovenești Nistreene”. Legea privind organizarea administrativ-teritorială a Republicii Moldova nu prevede o așa unitate teritorială.
Reședința raionului este orașul omonim, Slobozia.

## Prezentare generală
Raionul Slobozia este localizat la 46°44′N 29°42′E / 46.733°N 29.700°E, fiind regiunea cea mai sudică a regiunii separatiste. El este localizat la sud de „capitala” Transnistriei, orașul Tiraspol. 
Centrul regional, orașul Slobozia, avea o populație de 19.000 locuitori, conform recensământului din anul 1989, și este estimată la 12.300 persoane la recensământul din 2004. Populația orașului Slobozia este formată în principal din etnici moldoveni/români, existând de asemenea minorități importante de etnie rusă și ucraineană.
Un alt oraș important, Dnestrovsc, are o populație de aproape 11.200 locuitori (majoritatea locuitorilor fiind ucraineni și ruși, aduși în regiune ca urmare a construcției centralei termoelectrice de la Cuciurgan). 

## Populație

### Structura etnică
| Grup etnic         | Populație | % Procentaj* |
| ------------------ | --------- | ------------ |
| Moldoveni (Români) | 39.751    | 41,52%       |
| Ruși               | 25.436    | 26,56%       |
| Ucraineni          | 20.772    | 21,70%       |
| Bulgari            | 7.323     | 7,65%        |
| Găgăuzi            | 512       | 0,53%        |
| Germani            | 496       | 0,52%        |
| Belaruși           | 475       | 0,50%        |
| Armeni             | 140       | 0,15%        |
| Polonezi           | 137       | 0,14%        |
| Țigani             | 133       | 0,14%        |
| Alții              | 567       |              |